# Charles Cottet
Charles Cottet (ur. 1863 w Le Puy-en-Velay, zm. 1925 w Paryżu) – francuski malarz i grafik, postimpresjonista.
Studiował w paryskiej École nationale supérieure des beaux-arts, a pod kierunkiem Puvisa de Chavannes, jednocześnie uczęszczając do Académie Julian. Wyjeżdżał malować do Egiptu, Włoch i nad Jezioro Genewskie. Około 1884 osiadł w Bretanii i zajął się malowaniem scen z życia wieśniaków i dramatycznych pejzaży. Około 1900 z niewielką grupą malarzy utworzył tzw. Bande noire dla Societe Nouvelle, ich prace cechował realizm i ciemna paleta.
Artysta tworzył też ilustrace i akwaforty.

## Wybrane prace
- 1908–09 Au pays de la mer. Douleur lub Les victimes de la mer, Musée d’Orsay,
- 1905, Petit village au pied de la falaise, Musée Malraux, Hawr,
- 1900–10, Montagne, Musée Malraux, Hawr,
- 1896 View of Venice from the Sea, Ermitaż, Petersburg,
- 1896 Seascape with Distant View of Venice, Ermitaż, Petersburg,
- 1896 Portrait de Cottet, Musée d’Orsay.